# Bill Skarsgård
Bill Istvan Günther Skarsgård (Estocolmo, 9 de agosto de 1990) é um ator sueco. Ele é frequentemente creditado pelos seus papéis como Roman Godfrey na série original da Netflix, Hemlock Grove e como o palhaço Pennywise no reboot do filme It: A Coisa.

## Biografia

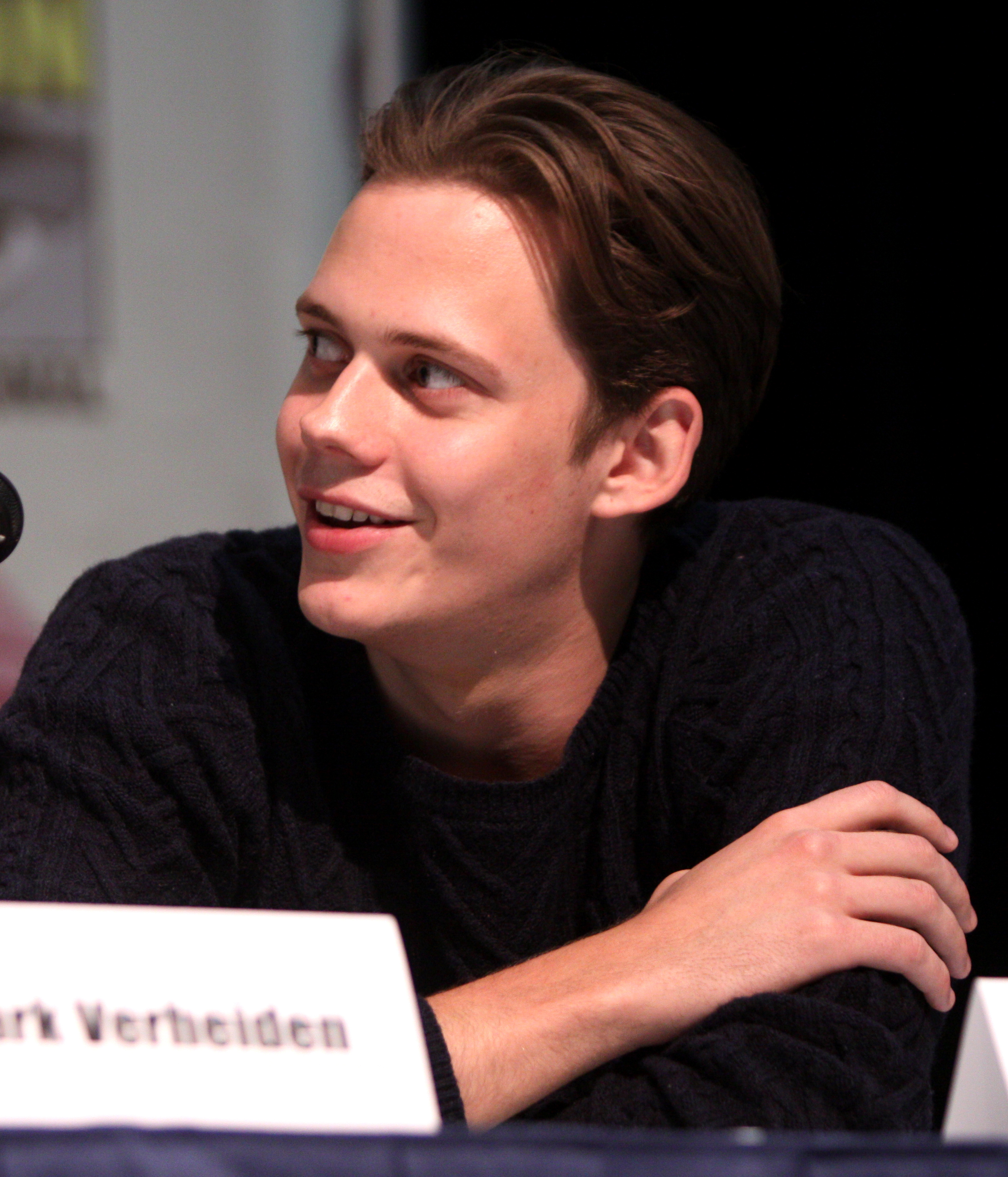
Bill em 2013

Bill nasceu em Vällingby, um subúrbio de Estocolmo na Suécia. Vem de uma família de atores: é filho de Stellan Skarsgård e My Sonja Marie Skarsgård, e irmão de Alexander e Gustaf Skarsgård. Tem ainda mais um irmão mais velho, Sam, uma irmã mais nova, Eija, um irmão mais novo Valter e dois meios-irmãos, Ossian e Kolbjörn. A sua mãe é médica.

## Carreira
Bill estreou-se na representação com dez anos de idade no filme sueco Järngänget, porém só começou a trabalhar mais regularmente a partir dos dezoito anos, Em 2011 foi nomeado para um Prémio Guldbagge (a principal cerimónia de prémios de cinema da Suécia) pelo seu desempenho no filme I rymden finns inga känslor, onde interpreta o papel de Simon, um jovem com síndrome de Asperger que ajuda o seu irmão a encontrar uma namorada. No ano seguinte foi considerado uma das Shooting Stars no Festival Internacional de Cinema de Berlim.
Já com uma carreira consolidada na Suécia, Bill conseguiu o seu primeiro papel de protagonista num projeto internacional na série Hemlock Grove, uma das primeiras produções originais do serviço de streaming Netflix. A série foi cancelada em 2015 depois de três temporadas.
Com o fim de Hemlock Grove, Bill tem apostado numa carreira no cinema. Em 2016 interpretou o papel de Matthew em Alliegiant, o terceiro filme da saga Divergent e vai retomar o papel em Ascendent com data de estreia prevista para 2017. Em 2016 protagonizou ainda o filme Battlecreek e participou em Emperor onde interpreta o papel de Filipe II de Espanha.
Em junho de 2016, a New Line anunciou que Bill tinha sido escolhido para interpretar o papel incónico do palhaço Pennywise na nova adaptação ao cinema do livro It de Stephen King. Em 2019 voltou a interpretar o vilão no filme It – Capítulo Dois, sequência do filme de 2017.

## Filmografia
| Ano       | Título                                  | Papel                  | Notas                                       |
| --------- | --------------------------------------- | ---------------------- | ------------------------------------------- |
| 2000      | Järngänget                              | Klasse                 |                                             |
| 2002      | Laura Trenter                           | Tony                   | Minissérie (Episódio: "Dad, the Policeman") |
| 2007      | Myskväll                                | Victor                 | Curta-metragem                              |
| 2008      | Pigan brinner!                          | Tonårs-Nosferatu       | Curta-metragem                              |
| 2008      | Arn: Riket vid vägens slut              | Erik                   |                                             |
| 2009      | Kenny Begins                            | Pontus                 |                                             |
| 2009      | Livet i Fagervik                        | Mårten                 | Série (1 episódio)                          |
| 2010      | I rymden finns inga känslor             | Simon                  | Curta-metragem                              |
| 2010      | Himlen är oskyldigt blå                 | Martin                 |                                             |
| 2011      | Kronjuvelerna                           | Richard Persson        |                                             |
| 2011      | Simon och ekarna                        | Simon                  |                                             |
| 2012      | Anna Karenina                           | Capitão Machouten      |                                             |
| 2013      | Victoria                                | Otto                   |                                             |
| 2013-2015 | Hemlock Grove                           | Roman Godfrey          | Série                                       |
| 2016      | The Divergent Series: Allegiant: Part 1 | Matthew                |                                             |
| 2016      | Battlecreek                             | Henry                  |                                             |
| 2016      | Emperor                                 | Filipe II de Espanha   |                                             |
| 2016      | A Stone Appears                         | Man                    | Curta-metragem                              |
| 2017      | The Divergent Series: Ascendant         | Matthew                |                                             |
| 2017      | It                                      | Pennywise              |                                             |
| 2017      | Assassination Nation                    | Mark                   | Longa-metragem                              |
| 2017      | Atomic Blonde                           | Merkel                 |                                             |
| 2019      | It – Chapter Two                        | Pennywise              |                                             |
| 2020      | Nine Days                               | Kane                   |                                             |
| 2020      | The Devil All The Time                  | Willard Russell        |                                             |
| 2021      | Naked Singularity                       | Dane                   |                                             |
| 2021      | Eternals                                | General Deviante Kro   | Voz                                         |
| 2022      | Barbarian                               | Keith Toshko           | Também produtor executivo                   |
| 2023      | John Wick: Chapter 4                    | Marquis                |                                             |
| 2023      | Boy Kills World                         | Boy                    |                                             |
| 2024      | The Crow                                | Eric Draven / The Crow |                                             |
| 2024      | Nosferatu                               | Conde Orlok            |                                             |
| TBA       | The Things They Carried                 | TBA                    | Pós produção                                |
| TBA       | It: Bem-Vindo a Derry                   | Pennywise              | Pré-produção, Série de Tv                   |